# 伍德蘭鎮區 (密歇根州)
伍德蘭鎮區（英語：Woodland Township）是位於美國密歇根州巴里縣的一個行政鎮區。

## 地方資料
伍德蘭鎮區的面積為93.10平方千米，當中陸地面積為91.60平方千米，而水域面積為1.50平方千米。根據2020年美國人口普查的數據，當地共有人口1994人，而人口密度為每平方千米21.42人。